# Nizami Hacıyev
Nizami Hacıyev (ur. 18 lutego 1988 w Baku) – azerski piłkarz, grający od lata 2013 roku w İnterze Baku. Występuje na pozycji napastnika. W reprezentacji Azerbejdżanu zadebiutował w 2011 roku. Rozegrał w niej 2 mecze, w których zdobył jedną bramkę.